# Роговцева Валентина Стефанівна
Валентина Стефанівна Роговцева (4 липня 1926, село Велика Берізка, тепер Середино-Будського району Сумської області — ?) — українська радянська діячка, завідувач дитячого відділення Восьмої міської лікарні міста Запоріжжя. Депутат Верховної Ради СРСР 6-го скликання.

## Біографія
Народилася в родині службовця. У 1944 році закінчила середню школу в місті Запоріжжі.
У 1944—1949 роках — студентка Дніпропетровського медичного інституту, здобула спеціальність лікаря-педіатра.
У 1949—1956 роках — лікар-педіатр, головний лікар дитячих лікарень міста Запоріжжя.
Член КПРС з 1952 року.
З 1956 року — завідувач дитячого відділення Восьмої міської лікарні міста Запоріжжя Запорізької області.
Потім — на пенсії в місті Запоріжжі.